# (19993) Günterseeber
19993 Gunterseeber (1990 TK10) – planetoida z pasa głównego asteroid okrążająca Słońce w ciągu 4,1 lat w średniej odległości 2,56 j.a. Odkryta 10 października 1990 roku.